# Витичская волость
Ви́тичская (Позняшо́вская) волость — административно-территориальная единица в составе Севского уезда.
Административный центр — село Позняшовка, село Витичь.

## История
Волость была образована в ходе реформы 1861 года и первоначально называлась Позняшовской, так как волостным центром являлось село Позняшовка. В 1880-е годы волостным селом стала Витичь; соответственно было изменено и название волости.
В мае 1924 года, при укрупнении волостей, Витичская волость была упразднена, а её территория включена в состав Севской волости.
Ныне территория бывшей Витичской волости входит в Севский район Брянской области.

## Административное деление
В 1920 году в состав Витичской волости входили следующие сельсоветы: Бордаковский, Быковский, Витичский, Дубковский, Ивачевский, Кургановский, Липницкий, Марковский, Позняшовский, Рейтаровский.